# Hisahito
Prins Hisahito van Akishino (Japans: 悠仁親王 , Hisahito Shinnō) (Tokio, 6 september 2006) is het derde kind en de enige zoon van prins Akishino en prinses Kiko Kawashima van Japan. De prins is een neef van keizer Naruhito en tweede in de lijn van troonopvolging na zijn vader. Aangezien er na 1965 geen jongen meer geboren was in de Japanse keizerlijke familie, waarborgt de geboorte van Hisahito de troonopvolging.
De prins werd twee weken voor de uitgerekende datum geboren na een keizersnede, aangezien er sprake was van een voorliggende placenta (placenta praevia). De naam bestaat uit twee karakters. 'Hisa' betekent 'rustig' en 'Hito' 'deugdzaam'. Alle Japanse keizers sinds de Heianperiode hebben het achtervoegsel 'hito' in hun naam.
Prins Hisahito heeft twee oudere zussen, te weten: Mako (23 oktober 1991) en prinses Kako (29 december 1994).